# Marco Histórico Nacional em Iowa

Localização de Iowa nos Estados Unidos.

A lista de Marco Histórico Nacional em Iowa contem os marcos designados pelo Governo Federal dos Estados Unidos para o estado norte-americano de Iowa.
Existem 25 Marcos Históricos Nacional (NHLs) em Iowa. Eles estão distribuídos em 20 dos 99 condados do estado. Os primeiros marcos de Iowa foram designados em 30 de junho de 1960 e o mais recente em 16 de outubro de 2012.
O marco Blood Run Site é compartilhado com o estado da Dakota do Sul, enquanto o PRESIDENT (barco a vapor) foi realocado para o Mississippi.

## Listagem atual
Legenda:
| NRHP | Registro Nacional de Lugares Históricos |
| NHL  | Marco Histórico Nacional                |
| NHLD | Distrito Histórico Nacional             |
| HD   | Distrito Histórico                      |
| NHS  | Local Histórico Nacional                |
| NMEM | Memorial Nacional dos EUA               |
| NMON | Monumento Nacional dos EUA              |
| NHP  | Parque Histórico Nacional dos EUA       |
| NMP  | Parque Nacional Militar dos EUA         |

| [ 2 ] | Nome                                                                    | Imagem | Inclusão                                                                             | Localidade e coordenadas | Condado                | NHLS                                      | Observações |
| ----- | ----------------------------------------------------------------------- | ------ | ------------------------------------------------------------------------------------ | --- | ---------------------- | ----------------------------------------- | --- |
| 1     | Amana Colonies                                                          |        | 23 de junho de 1965 (59 anos)                                                        | Nordeste do condado de Iowa, Middle Amana 41° 47′ 59″ N, 91° 55′ 15″ O                                                                                      | Iowa                   | 66000336                                  | Registrado no NRHP como Amana Villages.                                                                                   |
| 2     | Blood Run Site                                                          |        | 29 de agosto de 1970 (54 anos)                                                       | Endereço restrito nas proximidades de Sioux Falls, SD. | Lincoln, SD e Lyon, IA | 70000246                                  | Compartilhado com o estado da Dakota do Sul, embora faça parte oficialmente da lista de Iowa.                             |
| 3     | Davis Oriole Earthlodge Site                                            |        | 16 de outubro de 2012 (12 anos)                                                      | Endereço restrito nas proximidades de Glenwood | Mills                  | 12001018                                  | |
| 4     | Grenville M. Dodge House                                                |        | 5 de novembro de 1961 (63 anos)                                                      | 605 S. 3rd St., Council Bluffs 41° 15′ 17″ N, 95° 50′ 49″ O                                                                                                 | Pottawattamie          | 66000338                                  | |
| 5     | Prisão do Condado de Dubuque                                            |        | 28 de maio de 1987 (37 anos)                                                         | 36 E. 8th St., Dubuque 42° 30′ 04″ N, 90° 39′ 53″ O | Dubuque                | 72000473                                  | |
| 6     | The Farm House                                                          |        | 19 de julho de 1964 (60 anos)                                                        | Campus da Universidade Estadual de Iowa, em Ames 42° 01′ 48″ N, 93° 38′ 32″ O                                                                               | Story                  | 66000339                                  | Registrado no NRHP como Knapp–Wilson House.                                                                               |
| 7     | Escola de Formação Provisória de Oficial do Exército de Fort Des Moines |        | 30 de maio de 1974 (50 anos)                                                         | Reserva Militar Fort Des Moines, Des Moines 41° 31′ 36″ N, 93° 36′ 55″ O                                                                                    | Polk                   | 74000805                                  | |
| 8     | GEORGE M. VERITY (Rebocador)                                            |        | 20 de dezembro de 1989 (35 anos)                                                     | Museu Rio Keokuk, Parque Victory, Keokuk 40° 23′ 25″ N, 91° 22′ 47″ O                                                                                       | Lee                    | 89002459                                  | |
| 9     | William P. Hepburn House                                                |        | 8 de dezembro de 1976 (48 anos)                                                      | 321 W. Lincoln St., Clarinda 40° 44′ 30″ N, 95° 02′ 30″ O                                                                                                   | Page                   | 73000736                                  | Registrado no NRHP como Coronel William P. Hepburn House.                                                                 |
| 10    | Reverendo George B. Hitchcock House                                     |        | 17 de fevereiro de 2006 (19 anos)                                                    | 63788 567th Lane, nas proximidades de Lewis 41° 18′ 12″ N, 95° 06′ 12″ O                                                                                    | Cass                   | 77000500                                  | |
| 11    | Local do nascimento de Herbert Hoover                                   |        | 23 de junho de 1965 (59 anos) (original) 14 de agosto de 2013 (11 anos) (incremento) | Fora da I-80 na Downey e Penn Streets, West Branch (original) 110 Parkside Dr., West Branch (incremento) 41° 40′ 07″ N, 91° 20′ 53″ O                       | Cedar                  | 66000110 (original) 13000594 (incremento) | Registrado no NRHP como Local Histórico Nacional Herbert Hoover. Documentação adicional aprovada em 14 de agosto de 2013. |
| 12    | Indian Village Site (Witrock Area)                                      |        | 19 de julho de 1964 (60 anos)                                                        | Endereço restrito nas proximidades de Sutherland 42° 58′ 50″ N, 95° 25′ 22″ O                                                                               | O'Brien                | 66000888                                  | |
| 13    | Julien Dubuque's Mines                                                  |        | 4 de novembro de 1993 (31 anos)                                                      | Confluência do Rio Mississippi e Catfish Creek na Área de Recreação Estadual das Minas da Espanha, nas proximidades de Dubuque 42° 28′ 07″ N, 90° 38′ 47″ O | Dubuque                | 88002662                                  | Registrado no NRHP como Monumento Julien Dubuque.                                                                         |
| 14    | LONE STAR (Rebocador)                                                   |        | 20 de dezembro de 1989 (35 anos)                                                     | Museu Buffalo Bill, Le Claire 41° 35′ 54″ N, 90° 20′ 33″ O                                                                                                  | Scott                  | 89002461                                  | |
| 15    | Merchants' National Bank                                                |        | 7 de janeiro de 1976 (49 anos)                                                       | Esquina noroeste da 4th Ave. e Broad St., Grinnell 41° 44′ 39″ N, 92° 43′ 33″ O                                                                             | Poweshiek              | 76000804                                  | |
| 16    | Antigo Capitólio                                                        |        | 7 de janeiro de 1976 (49 anos)                                                       | Campus da Universidade de Iowa, Iowa City 41° 39′ 41″ N, 91° 32′ 08″ O                                                                                      | Johnson                | 72000475                                  | |
| 17    | Phipps Site                                                             |        | 19 de julho de 1964 (60 anos)                                                        | Endereço restrito nas proximidades de Cherokee | Cherokee               | 66000335                                  | |
| 18    | Monumento Sargento Floyd                                                |        | 30 de junho de 1960 (64 anos)                                                        | Glenn Ave. e Lewis Rd., Sioux City 42° 27′ 45″ N, 96° 22′ 39″ O                                                                                             | Woodbury               | 66000340                                  | |
| 19    | SERGEANT FLOYD (Rebocador)                                              |        | 5 de maio de 1989 (35 anos)                                                          | Missouri River Mile Marker 730, Sioux City 42° 29′ 29″ N, 96° 25′ 07″ O                                                                                     | Woodbury               | 89001079                                  | |
| 20    | Terrace Hill                                                            |        | 31 de julho de 2003 (21 anos)                                                        | 2300 Grand Avenue, Des Moines 41° 35′ 00″ N, 93° 38′ 56″ O                                                                                                  | Polk                   | 03001036                                  | |
| 21    | Toolesboro Mound Group                                                  |        | 23 de maio de 1966 (58 anos)                                                         | Endereço restrito nas proximidades de Toolesboro 41° 09′ 00″ N, 91° 03′ 00″ O                                                                               | Louisa                 | 66000337                                  | |
| 22    | Van Allen and Company Department Store                                  |        | 7 de janeiro de 1976 (49 anos)                                                       | 5th Ave. e S. 2nd St., Clinton 41° 50′ 29″ N, 90° 11′ 18″ O                                                                                                 | Clinton                | 76000753                                  | Registrado no NRHP apenas como Van Allen Building.                                                                        |
| 23    | James B. Weaver House                                                   |        | 15 de maio de 1975 (49 anos)                                                         | Weaver Park Rd. (U.S. 63), Bloomfield 40° 45′ 19″ N, 92° 24′ 45″ O                                                                                          | Davis                  | 75000680                                  | |
| 24    | WILLIAM M. BLACK (Dragador)                                             |        | 27 de abril de 1992 (32 anos)                                                        | E. 2nd St., Dubuque 42° 29′ 44″ N, 90° 39′ 44″ O | Dubuque                | 82002618                                  | |
| 25    | Palácio da Justiça do Condado de Woodbury                               |        | 19 de junho de 1996 (28 anos)                                                        | 7th e Douglas Sts., Sioux City 42° 29′ 44″ N, 90° 39′ 44″ O                                                                                                 | Woodbury               | 73000744                                  | |

## Áreas históricas do NPS em Iowa
Locais históricos nacional, parques históricos nacional, alguns monumentos nacional e determinadas áreas listadas no Sistema Nacional de Parques são marcos históricos de importância nacional, geralmente já protegidos antes mesmo da criação do programa NHL em 1960.
Existem 2 dessas áreas em Iowa, sendo uma delas o Local Histórico Nacional Herbert Hoover listado acima. A outra é:
|   | Nome                             | Imagem | Criação                         | Localidade e coordenadas                                             | Condado   | NRIS     | Observações |
| - | -------------------------------- | ------ | ------------------------------- | -------------------------------------------------------------------- | --------- | -------- | ----------- |
| 1 | Monumento Nacional Effigy Mounds |        | 25 de outubro de 1949 (75 anos) | 3 milhas ao norte de Marquette na IA 76 43° 05′ 19″ N, 91° 11′ 08″ O | Allamakee | 66000109 |             |